# Ichneumon coriae
Ichneumon coriae is een vliesvleugelig insect (orde Hymenoptera) uit de familie van de gewone sluipwespen (Ichneumonidae). De wetenschappelijke naam van de soort werd in 2016 door Rebecca Kittel gepubliceerd als nomen novum voor Ichneumon pictus Bauer, 1936, een naam die in 1790 door Johann Friedrich Gmelin al was vergeven aan een andere soort in hetzelfde geslacht. Met de naam wordt Gerty Cori (1896–1957), een Amerikaans biochemica en nobelprijswinnares, herdacht.